# 彰濱電廠
彰濱電廠為一座位於臺灣彰化縣線西鄉的天然氣火力發電廠，該發電廠是由國營企業臺灣糖業公司與臺灣汽電共生公司、東京電力等公司共同組成之星能電力公司所擁有，屬於臺灣的IPP電廠，廠內安裝一組裝置容量490MW的燃氣複循環發電機組。

## 沿革

### 計畫
1999年1月21日，行政院經濟部正式公告「第三階段開放民間設立發電廠方案」，為響應政府所倡議的電業民營化及自由化之政策，國營企業臺灣糖業公司決定將進行轉投資，並選定在彰化縣線西鄉彰濱工業區內，一處佔地5.41公頃的土地興建火力發電廠，當時計畫廠內將裝設一部裝置容量達490MW的天然氣複循環發電機組，該發電廠稱為彰濱電廠。
彰濱電廠所有的星能電力股份有限公司在2000年8月28日由臺灣糖業、臺灣汽電共生公司、中華開發工業銀行、兆豐銀行、中國人壽、台灣人壽以及荷蘭商東京電力等公司共同合資成立，當時的資本額為新臺幣30億元。

### 動工
彰濱電廠於2001年12月正式動工，由臺灣汽電共生公司統包發電廠的發電機組安裝、輔機設備採購與安裝、以及完工之際的發電機組試俥。
發電廠內共裝設了兩部日本三菱重工所製造的氣渦輪發電機組，其發電後所產生之廢熱由兩座熱回收爐接收後，再供給一部日本東芝企業製造的汽輪發電機做再次發電，形成一套複循環發電系統。

### 完工
彰濱電廠之工程歷經約2年的施工期後，於2003年2月完工，此後隨即展開各項設備的試俥計畫，最終彰濱電廠在2004年3月29日正式完工商轉發電，並與台灣電力公司簽訂25年的售電合約，發電廠開始接受台電公司的系統調度。
2015年11月，由於該年自入秋以來臺灣中部地區的空氣品質汙染嚴重，對此位於臺中港一旁的台灣電力公司台中發電廠更為此營運27年來首度降載運轉，來減低二氧化碳排放量。然而，因應未來電力系統調度上的需求，因此在台灣電力公司要求下，彰濱電廠提出環差變更，希望將廠內發電機組的容量因數提升10%。這項申請於同年的11月25日在環評審查會議中通過。
因東京電力與中部電力合作成立捷熱公司，原本東京電力持有的海外資產轉賣給捷熱。

## 設備

### 發電機組
| 氣渦輪發電機類型                                                | 熱回收爐類型                    | 汽輪發電機類型                | 機組數量（汽渦輪+汽輪） | 發電燃料 | 裝置容量（MW） | 商轉日期      | 狀態   |
| --------------------------------------------------------------- | ------------------------------- | ----------------------------- | ----------------------- | -------- | -------------- | ------------- | ------ |
| 1-1 日本三菱重工製氣渦輪發電機 · 1-2 日本三菱重工製氣渦輪發電機 | 日本Babcock-Hitachi K.K公司製造 | ST-1 日本東芝電機製汽輪發電機 | 2+1                     | 天然氣   | 506.855MW      | 2004年3月29日 | 商轉中 |

### 輔機設備
- 氣冷式冷凝器：一組， 比利时Hamon公司製造[3]。

## 資料來源
1. 1 2 3  . 台灣汽電共生公司.   [2017-04-23] （中文（臺灣））.[永久]
2. 1 2  . 經濟部能源局.   [2017-04-23]. （原始内容存档于2022-01-19） （中文（臺灣））.
3. 1 2 3 4 5 6  . 台灣汽電共生公司.   [2017-04-23]. （原始内容存档于2007-02-23） （中文（臺灣））.
4. 1 2 3 4  . 台灣糖業公司.   [2017-04-23]. （原始内容存档于2019-06-05） （中文（臺灣））.
5. ↑   (PDF). 台灣電力公司.   [2017-04-23]. （原始内容 (PDF)存档于2017-01-14） （中文（臺灣））.
6. ↑  洪敏隆. . 蘋果日報. 2015-11-25  [2017-04-23]. （原始内容存档于2016-09-11） （中文（臺灣））.
7. ↑  {{Cite web|language=zh-tw|url=https://starenergypower.com.tw/ckfinder/userfiles/files/20220329/110%E5%B9%B4%E5%B9%B4%E5%A0%B1.pdf%7Ctitle=110年星能電業年報%7Cauthor=%7Cpublisher=星能電力股份有限公司%7Cdate=2022-03-29%7Caccessdate=2022-06-23}%5B%5D